# Muse (gruppe)
Muse er et engelsk alternativt rockband fra Teignmouth, Devon. Siden dannelsen i 1994 har bandet bestået af Matthew Bellamy (vokal, guitar, klaver, keyboard, keytar), Christopher Wolstenholme (bas, kor, keyboard, guitar, harmonika) og Dominic Howard (trommer, drums, percussion, synthesizer, kor, sampling). Efter udgivelsen af albummet Black Holes and Revelations, har Morgan Nicholls (keyboard, percussion, basguitar) optrådt live med bandet. Muse er kendt for deres energiske og ekstravagante live-optrædener, og de har spillet over 950 koncerter i 47 lande med deres fusion af mange musikgenrer, blandt andet progressiv rock, alternativ rock, klassisk musik, heavy metal og electronica med et gennemgående tema om revolution.
Muse har udgivet otte studiealbums: Showbiz (1999), Origin of Symmetry (2001), Absolution (2003), Black Holes and Revelations (2006), The Resistance (2009), The 2nd Law (2012), Drones (2015) og Simulation Theory (2018). Bandet har også udgivet fire livealbum, Live at Rome Olympic Stadium (2013), HAARP (2008), Absolution Tour (2005) og Hullabaloo Soundtrack (2002), som også indeholdt en samling B-sider. Deres bemærkelsesværdige sange er "Uprising", "Knights of Cydonia", "Hysteria" "Starlight", "Survival" (Olympics 2012), "Neutron Star Collision (Twillight)" og "Feeling Good".
Black Holes and Revelations indbragte bandet en nominering til en Mercury Prize og en tredjeplads på NME's Albums of the Year-liste i 2006.
Muse har vundet et hav af musikpriser gennem deres karriere, blandt andet fire MTV Europe Music Awards, fem Q Awards, otte NME Awards, to Brit Awards og fire Kerrang! Awards. Efter udgivelsen af "The 2nd Law" har Muse solgt over 15 millioner album over hele verden.
Bandet er kendt for at have en meget dedikeret fanskare, bl.a. har de flere gange ved britiske musikmagasins awardshow "NME Awards" modtaget titlen som bandet med den mest dedikerede fanskare. Særligt fansiden www.muselive.com har slået sig fast som en yderst informativ, veletableret og troværdig side hos hvilken administratorerne har kontakt til kilder omkring bandet og bandet selv, hvorfor nyhederne hurtigt når ud til fansene.

## Historie

### Opstart og tidlige år (1992–1998)
Medlemmerne af Muse spillede i hver deres band under deres ophold på Teignmouth Community College i de tidlige 1990'ere, men opstarten af Muse begyndte da Bellamy med succes stillede op til audition som guitarist i Dominic Howards band. Derefter bad de Chris Wolstenholme – der dengang spillede trommer – om at lære at spille basguitar; de andre oprindelige medlemmer af Gothic Plague forlod bandet da Bellamy foreslog, at de skulle skrive deres egne sange frem for at spille covernumre. Wolstenholme modtog opfordringen og begyndte at tage undervisning, mens Bellamy var nødt til at blive forsanger og sangskriver i bandet.[kilde mangler]
Matthew Bellamys og Dominic Howards oprindelige bandnavn var Gothic Plague. Derefter kaldte de sig Fixed Penalty, for så, inspireret af nogle piger fra deres klasse, at skifte navn til Rocket Baby Dolls. I 1994 brugte bandet navnet Rocket Baby Dolls med et goth/glam-image til en lokal band-konkurrence. Bandet vandt konkurrencen, men smadrede deres udstyr undervejs. "Det var ment som en protest, et udsagn," sagde Bellamy, "så da vi vandt kom det som et chok, et stort chok. Derefter begyndte vi at tage os selv seriøst." Kort efter konkurrencen valgte de tre bandmedlemmer at glemme universitetet, opsige deres jobs, ændre bandnavnet til Muse (1994-1995) og flytte væk fra Teignmouth.
Navnet "Muse" var inspireret af Matt Bellamy's billedkunstlærer. Læreren nævnte ordet som udtrykker den guddommelige kreative inspiration fra den græske oldtid. Derefter valgte bandet at anvende ordet dels på grund af ordets korte længde, og fordi medlemmerne af bandet ville have noget der ville fange og kunne se stort og flot ud på en plakat.

### 1998–2001
Med udgivelsen af de to første ep'er, det første selvbetitlet og det andet med titlen Muscle Museum, tiltrak bandet sig en del opmærksomhed, hvilket resulterede i en kontrakt med Mushroom Records, der i 1999 udsendte debutalbummet Showbiz, produceret af John Leckie. Rent musikalsk, brugte Muse dette album til at finde sit musikalske ståsted, men viste allerede tydelige tegn på intensiv og progressiv rock med Matthew Bellamys særegne stemme og højstemte guitar i fokus, som senere skulle vise sig at blive bandets musikalske varemærke. Rent musikalsk fortsatte Muse i samme spor på efterfølgeren Origin of Symmetry fra 2001 og med Matthew Bellamys affekterede falset, den højstemte guitarrock og musikalske skelen til grupper og komponister som Queen, Jeff Buckley, Radiohead, Johann Sebastian Bach og Sergei Rachmaninov slog gruppen sig for alvor fast som et lovende navn på såvel den britiske som den internationale rockscene. Albummet var produceret af Rich Costey, som tidligere havde arbejdet med bands som Rage Against the Machine og Audioslave.

## Musikalsk stil
Gruppens musik spænder over en masse forskellige musikalske genrer. Gruppens evne til at blande klassisk musik med elektronisk musik og hård rock og gøre den nutidig, er én af grundene til at Muse har høstet stor succes rundt omkring i verden. Af klassiske komponister der har haft mest indflydelse på bandets musik kan nævnes Johann Sebastian Bach, Ludwig van Beethoven, Franz Liszt, Camille Saint-Säens, Frédéric Chopin og Sergei Rachmaninov. Sidstnævntes 2. klaverkoncert har nærmest været en skabelon for nummeret Megalomania. Matthew Bellamy har selv udtalt, at det velkendte guitar-riff til Plug In Baby er inspireret af Bachs Tocata og Fuga. Af nyere musik som har inspireret Muse kan nævnes Led Zeppelin, Jeff Buckley, Queen, Rage Against the Machine, U2 og Skrillex.
I starten af gruppens musikalske virke var det det rå og syrede udtryk der skinnede igennem, men senere (omkring udgivelsen af Absolution) har musikken og gruppen i sig selv fået et mere poleret udtryk.

## Diskografi
- Showbiz (1999)
- Origin of Symmetry (2001)
- Absolution (2003)
- Black Holes and Revelations (2006)
- The Resistance (2009)
- The 2nd Law (2012)
- Drones (2015)
- Simulation Theory (2018)
- Will of the People (2022)

## Priser
| Priser                       | Vundet | Nomineret |
| ---------------------------- | ------ | --------- |
| Billboard Music Awards       | 0      | 2         |
| Brit Awards                  | 2      | 8         |
| Grammy Awards                | 1      | 3         |
| Mercury Prizes               | 0      | 1         |
| Meteor Music Awards          | 1      | 3         |
| MTV Asia Awards              | 1      | 1         |
| MTV Europe Music Awards      | 5      | 10        |
| NME Awards                   | 9      | 23        |
| Q Awards                     | 5      | 19        |
| American Music Awards        | 1      | 1         |
| Kerrang! Awards              | 4      | 10        |
| MTV Music Video Awards       | 1      | 2         |
| MTV Music Video Awards Japan | 0      | 1         |
| mtvU Woodie Awards           | 1      | 3         |
| Andre priser                 | 5      | 8         |

## Koncerter i Danmark
| Sted                                               | Dato              |
| Vega, København                                    | 11. december 1999 |
| Roskilde Festival, Roskilde                        | 2. juli 2000      |
| Vega, København                                    | 4. november 2000  |
| Voxhall, Aarhus                                    | 10. maj 2001      |
| Pumpehuset, København                              | 17. maj 2001      |
| Vega, København                                    | 9. april 2002     |
| Midtfyns Festival, Ringe                           | 4. juli 2002      |
| Vega, København                                    | 16. oktober 2003  |
| Roskilde Festival, Roskilde                        | 4. juli 2004      |
| Bella Centret (MTV Europe Music Awards), København | 2. november 2006  |
| Roskilde Festival, Roskilde                        | 8. juli 2007      |
| Forum, København                                   | 24. oktober 2007  |
| Parken, København                                  | 26. oktober 2009  |
| Roskilde Festival, Roskilde                        | 3. juli 2010      |
| Roskilde Festival, Roskilde                        | 2. juli 2015      |
| Forum, København                                   | 8. juni 2016      |
| Royal Arena, København                             | 8. september 2019 |
| Tinderbox, Odense                                  | 25. juni 2022     |